# Olle Boström
Alf Olov Egil Boström (conocido como Olle Boström; 31 de marzo de 1926-31 de julio de 2010) fue un deportista sueco que compitió en tiro con arco, en la modalidad de arco recurvo. Ganó dos medallas en el Campeonato Europeo de Tiro con Arco al Aire Libre, bronce en 1968 y oro en 1972.

## Palmarés internacional
| Campeonato Europeo al Aire Libre | Campeonato Europeo al Aire Libre | Campeonato Europeo al Aire Libre | Campeonato Europeo al Aire Libre |
| Año                              | Lugar                            | Medalla                          | Prueba                           |
| -------------------------------- | -------------------------------- | -------------------------------- | -------------------------------- |
| 1968                             | Reutte (Austria)                 | Medalla de bronce                | Individual                       |
| 1972                             | Walferdingen (Luxemburgo)        | Medalla de oro                   | Equipo                           |